# Portada/article desembre 29

## Pau Casals i Defilló
Pau Casals i Defilló (El Vendrell, Baix Penedès, 29 de desembre de 1876 – San Juan, Puerto Rico, 22 d'octubre de 1973) fou un violoncel·lista, pedagog, director i compositor musical català. La seva gran contribució al món de la música va ser la innovació en la interpretació amb el violoncel que, més tard, va ser adoptada per tots els violoncel·listes del món. La seva interpretació d'El cant dels ocells ha esdevingut un símbol de pau i llibertat arreu del món, i de manera molt més significativa dins l'àmbit català.